# ヘンドリック・アーフェルカンプ

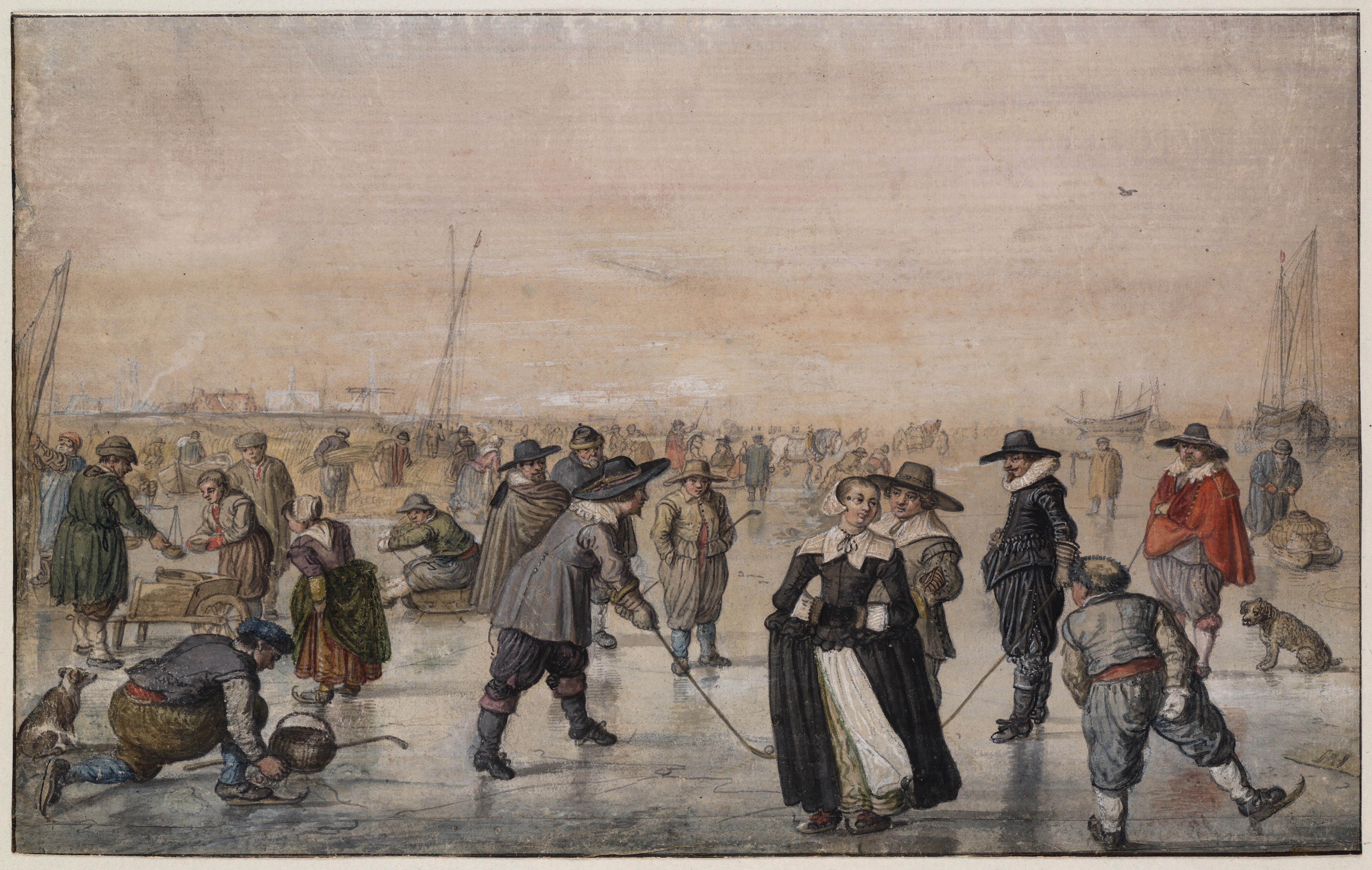
アーフェルカンプ画『氷上の遊び』（1610年頃）、Teylers Museum蔵

ヘンドリック・アーフェルカンプ（Hendrick Avercamp, 1585年1月27日（洗礼日）- 1634年5月15日）は、17世紀前半に活動したオランダの画家である。風景画を描いたことで知られている。

## 概要
アムステルダムで生まれた。父親は1586年にカンペンで薬局を開きカンペンで育った。2人の兄弟は薬剤師と医師になった。アーフェルカンプは聾を意味する、「de Stomme van Kampen」（カンペンの唖者）という仇名で呼ばれた。アムステルダムへ送られ、肖像画家のピーテル・イサークスゾーン（1569年-1625年）の下で学んだ。同時期にイサークスゾーンの弟子にはアドリアン・ファン・ニウラント（1587年-1658年）やウィレム・ファン・ニウラント2世（1584年-1635年）がいた。おそらく1613年にカンペンに戻りその後はカンペンで活動した。
17世紀オランダ画派最初の風景画家の一人であるアーフェルカンプは、冬のオランダの風景画を得意とした。アーフェルカンプの絵は色彩豊かで活気があり、風景の中の人々が注意深く、巧みに描写されているのが特徴である。
アーフェルカンプの作品は非常に人気があったため彼は自分の作品を売っており、それらの多くは収集家のアルバムに貼り付けるために水彩で色づけして完成品としていた。イギリス女王エリザベス2世は、ウィンザー宮殿に彼の作品の素晴らしいコレクションを所有している。
アーフェルカンプはカンペンで逝去し、同地の聖ニコラス教会に埋葬された。甥のバレント・アーフェルカンプ（Barent Avercamp : 1612年-1679年) はアーフェルカンプから絵を学び画家になった。
2004年3月26日、アーフェルカンプの名を冠したグランド・カフェが開店した。このグランド・カフェは17世紀初期の画家への敬意であり、その壁には一組のアーフェルカンプ作品の模写が飾られている。

## 作品

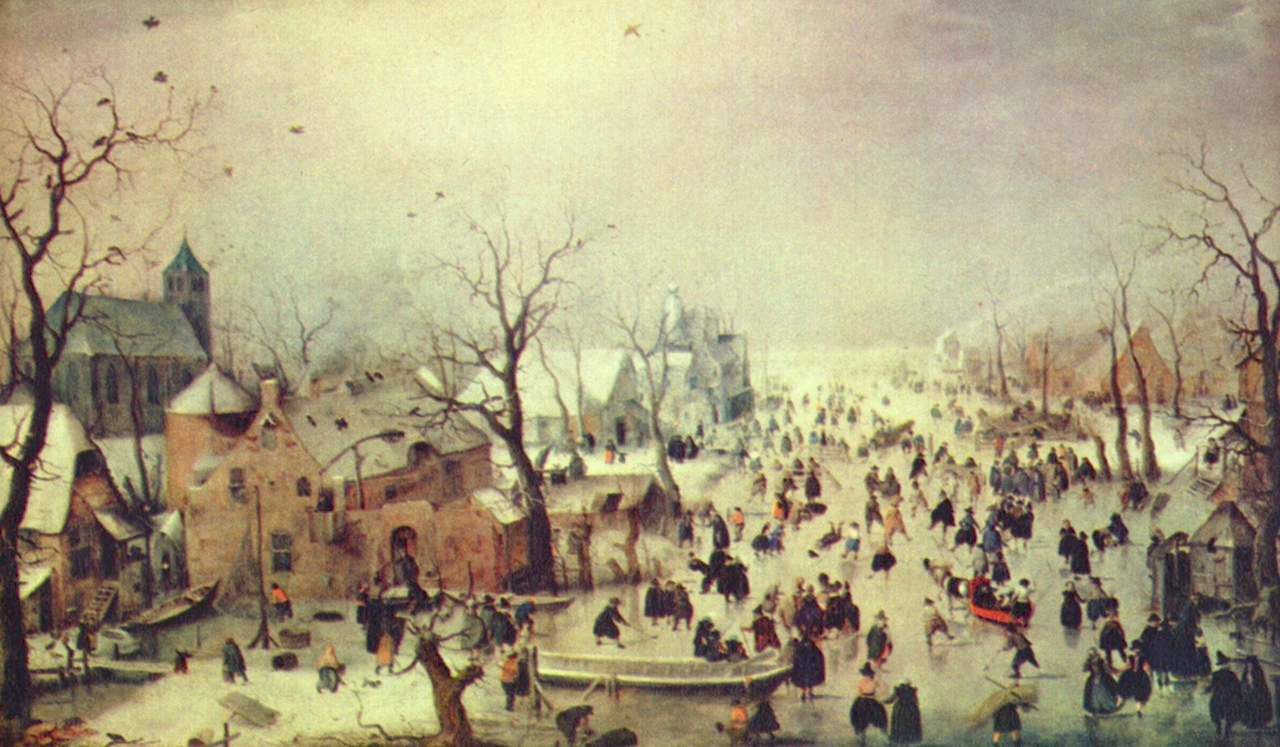
『スケーターのいる冬景色』(1608年頃) アムステルダム国立美術館
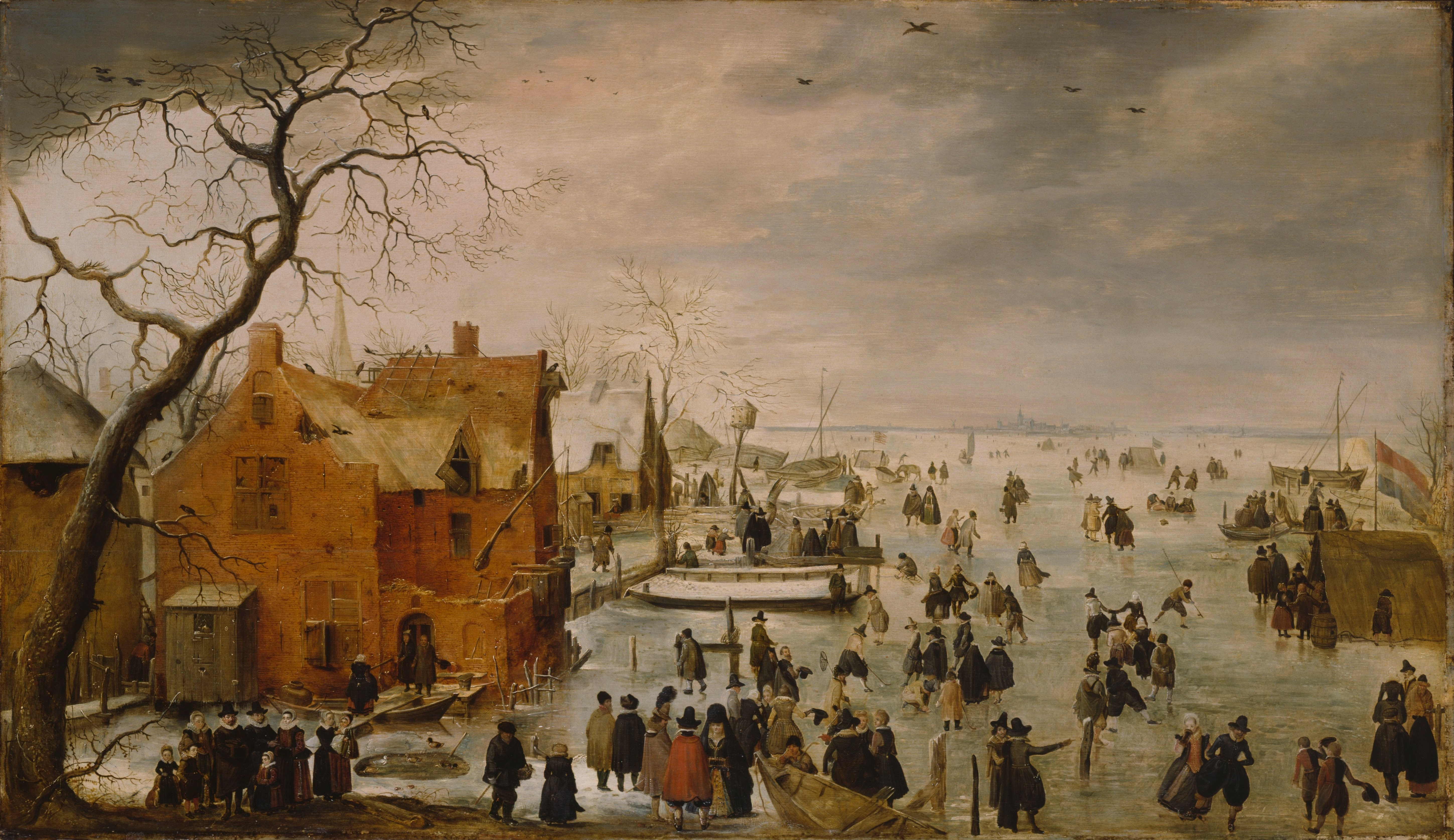
氷の風景 (c.1610)
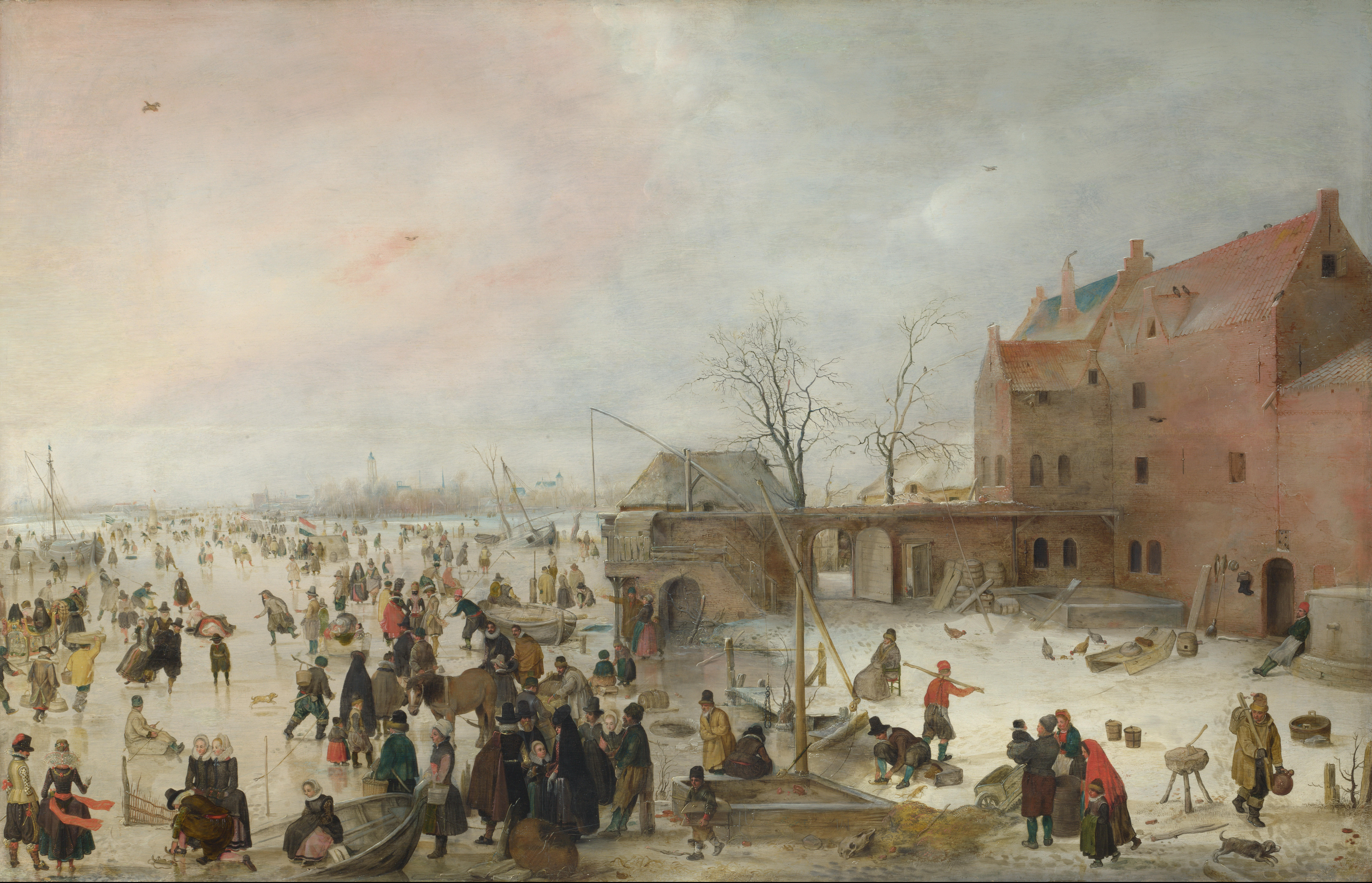
町のそばの氷上の情景 (1615年頃) ナショナル・ギャラリー (ロンドン)